# Мистерија Мари Роже
„Мистерија Мари Роже” (енгл. The Mystery of Marie Rogêt), често поднасловљена као Наставак „Убистава у Улици Морг”, приповетка је америчког писца Едгара Алана Поа, написана 1842. године. Ово је прва криминалистичка прича заснована на детаљима стварног злочина. Први пут се појавила у часопису Snowden's Ladies' Companion у три наставка, у новембру и децембру 1842. и фебруару 1843. године. По ју је сматрао једном од својих „прича о рационализацији”.

## Радња
Детектив С. Огист Дипен и његов помоћник, неименовани приповедач, преузимају случај неразјашњеног убиства Мари Роже у Паризу. Мари је била запослена у парфимерији, а њено тело је пронађено у Сени, након чега се штампа веома заинтересовала за мистерију. Дипен примећује да новине радије стварају сензацију него што желе да дођу до истине. Упркос томе, он користи новинске извештаје да продру у ум убице.
Дипен одбацује популарну теорију која за убиство окривљује банду разбојника виђених у околини у време када је Мари нестала. Један из такве групе, сматра он, сигурно би признао злочин због страха од издаје, а не због гриже савести.
Користећи познате чињенице о случају, Дипен даље утврђује да је умешан само један убица. Ова особа је вероватно била морнар, и прво је вукла жртву за платнени појас око струка, затим је прешла на тканину око њеног врата, пре него што је бацила тело са чамца у реку. Проналажење чамца, каже Дипен, одвешће полицију до убице. У „напомени уредника” наводи се да би било неприкладно износити детаље онога што је уследило, али да је полиција уз помоћ Дипенових закључака ухапсила убицу.

## Инспирација
Наратив је заснован на стварном убиству Мери Сесилије Роџерс. Она је рођена 1820. у Конектикату, а нестала је нестала 4. октобра 1838. у Њујорку. Радила је у продавници дувана, а мушка клијентела сматрала ју је привлачном и тако је постала позната као „Лепа продавачица цигара”. Само неколико дана касније новине су објавиле њен повратак. Речено је да је побегла са морнаричким официром. Три године касније, 25. јула 1841, поново је нестала. Њено тело је пронађено како плута у реци Хадсон 28. јула у Хобокену. Детаљи око случаја сугеришу да је убијена. Смрт ове познате жене недељама је привлачила националну пажњу. Месецима касније, док је истрага још увек била у току, њен вереник је пронађен мртав, починивши самоубиство. Поред њега пронађена је покајничка порука и празна боца отрова.
Пишући о Мери као о наставку „Убистава у улици Морг”, По је покушао да реши поменуту енигму стварањем „мистерије убиства”. Као што је По написао у писму 1842: „под изговором да покажем како је Дипен... разоткрио мистерију Мариног убиства, ја, заправо, улазим у врло ригорозну анализу праве трагедије у Њујорку. Сместио је наратив у Париз користећи детаље оригиналне трагедије. Иако је постојао велики интерес медија и својеврсно овековечење од стране Поа, злочин остаје једно од најзагонетнијих нерешених убистава у Њујорку.
Фикционализација стварних догађаја, посебно убиства, била је уобичајена у овом периоду у америчкој књижевности. По је раније фикционализовао такозвану трагедију Бошам-Шарп у  Политијану, јединој представи коју је написао, која је остала недовршена. Сензационалну причу о убиству је такође фикционализовало неколико других писаца, укључујући Вилијама Гилмора Симса и Томаса Холија Чиверса. Међутим, „Мистерија Мари Роже” је вероватно била први злочин из стварног живота претворен у детективску причу.

## Историја објављивања
По је представио „Мистерију Мари Роже” говорећи уредницима да је решио убиство Мери Роџерс у време када би већина читалаца знала детаље тог догађаја. Желећи да буде објављена, понудио је причу Џорџу Робертсу из Boston Notion-а, написавши 4. јуна 1842: „Међутим, из разлога које не морам да наводим, желим да се ова прича штампа у Бостону.” Међутим, исти дан је понудио причу Џозефу Евансу Снодграсу из часописа Baltimore Saturday Visiter.
Први део серијализоване приче коначно се појавио у часопису Snowden's Ladies' Companion у новембру 1842. године, након чега је уследио други део у децембру, који је у Њујорку објавио Вилијам В. Сноуден. Чланак објављен у новинама New-York Tribune 26. новембра 1842. натерао је Поа да одложи објављивање трећег дела. Новине су објавиле нове доказе који су сугерисали да је Мери, жртва у стварном животу, можда умрла услед неуспешног покушаја абортуса, који је назван „превременим порођајем”. По је унео мале измене у своју причу да би дао сличан предлог. Поновно штампање приче 1845. године укључивало је 15 малих измена које су наводиле да је он то сматрао за могућност још од почетка. Прича се ипак завршава препоруком за истрагу могућег бекства и покушајем да се баци сумња на банду.

## Пријем
Од три Поове приче о рационализацији, „Мистерија Мари Роже” се генерално сматра најмање успешном. Један савремени критичар је написао:

Могла би се боље назвати есејом него причом. Као есеј, ово је способна, али досадна вежба у расуђивању. Као прича, једва да постоји. Нема животну крв. Ликови се не померају, нити говоре.... Само професионални студент аналитике или окорели посвећеник криминологији може да је прочита са неким степеном стварног интересовања.
Поов књижевни ривал Руфус Вилмот Гризволд, међутим, изразио је високо мишљење о причи и сматрао ју је примером Поовог лукавог интелекта. Шарл Бодлер је ову причу сматрао „ремек делом и чудом”.